# Хандельсхоф (Гера)
Хандельсхоф  (нем. Handelshof) — здание, являющееся старейшим небоскребом города Гера (Тюрингия); сегодня здесь размещается отделение сберегательной кассы Гера-Грайц (нем. Sparkasse Gera-Greiz). Комплекс зданий состоит из самой башни небоскреба по адресу улица Шлоссштрассе, дом 11 — а также пятиэтажного бокового крыла на Шлоссштрассе и четырёхэтажного бокового крыла, выходящего на улицу Эккер-штрассе.

## История и описание
После того, как помещение сберегательного банка «Sparkasse Gera», размещавшегося ранее в здании ратуши на площади Корнмаркт, стало слишком тесным, городские власти приобрели в 1926 году два земельных участка на улице Шлоссштрассе. Проект берлинского архитектора Ханса Брандта победил в конкурсе на новое здание, организованном в 1927 году; высотное здание Хандельсхоф было построено всего за 14 месяцев — с момента закладки первого камня, 29 августа 1928 года, до передачи дома в эксплуатацию, 11 октября 1929. В нем разместились как сберегательный банк, так и несколько магазинов. Уже в 1930 году произошли первые изменения в планировке здания, затронувшие его лестницы и торговые помещения; после Второй мировой войны, в 1965 году, была обновлена лифтовая система, а в 1970 — перестроен операционный зал. В период с 1980 по 1984 год фасад Хандельсхофа был перепроектирован: изменились его исторические окна.
Последняя в XX веке общая реконструкция дома Хандельсхоф проходила с 1994 по 1998 год под руководством нюрнбергского архитектурного бюро «Baum-Kappler»: его архитекторы попытались восстановить исторический облик здания; среди прочего, они вернули на крышу слово «Sparkasse», закрепив его согласно исходному проекту — по углам здания. Башня с часами, расположенными на северной и восточной стороне фасада, была отремонтирована, а часы возобновили ход в 1993 году. Вместо нескольких балконов, изначально располагавшихся на северной стороне, здание было оборудовано стальной винтовой противопожарной лестницей. В боковом крыле, выходящем на улицу Шлосштрассе, изначально на верхнем этаже располагалось кафе с террасой на крыше  — данная часть была перестроена уже после 1945 года.